# Hương (vật lý hạt)
Trong vật lý hạt, hương hay vị là một số lượng tử của các hạt cơ bản. Trong Sắc động lực học lượng tử, hương có tính đối xứng toàn cục. Mặt khác, trong lý thuyết điện yếu thì đối xứng này bị phá vỡ, và tồn tại quá trình trao đổi hương, ví như sự phân rã của quark hoặc sự dao động của neutrino.

## Định nghĩa
Nếu có hai hoặc nhiều hạt đồng nhất (tức là cùng một loại hạt) tương tác với nhau, thì chúng có thể thay thế cho nhau mà không ảnh hưởng đến toàn bộ hệ vật lý của chúng. Bất kỳ một tổ hợp tuyến tính (phức) nào của hai hạt này cũng sẽ cho cùng một hệ vật lý, miễn là chúng trực giao hay vuông góc với nhau. Nói cách khác, lý thuyết về phép biến đổi đối xứng như {\displaystyle M\left({u \atop d}\right)}, với u và d là hai trường, và M là một ma trận unita 2 × 2 có định thức bằng 1. Những ma trận này tạo thành nhóm Lie gọi là SU(2) (xem nhóm unita đặc biệt). Đây là một ví dụ về đối xứng hương.

## Số lượng tử hương

### Lepton
Mọi lepton đều mang số lepton L = 1. Thêm vào đó, leptons mang spin đồng vị yếu, T3, nó bằng −1⁄2 đối với ba lepton mang điện tích (đó là electron, muon và tau) và +1⁄2 đối với ba hạt neutrino tương ứng. Mỗi cặp gồm lepton mang điện tích và neutrino tương ứng chứa T3 trái dấu nhau tạo nên một thế hệ của lepton. Ngoài ra, các nhà vật lý còn định nghĩa một số lượng tử gọi là siêu tích yếu, YW, nó bằng −1 đối với mọi lepton "hướng về phía trái". Spin đồng vị yếu và siêu tích yếu là chuẩn (gauge) trong Mô hình chuẩn.
Các lepton được gán 6 số lượng tử hương: số electron, số muon, số tauon, và tương ứng đối với các neutrino. Những số này bảo toàn (định luật bảo toàn các số lượng tử) trong tương tác điện từ, nhưng bị vi phạm trong tương tác yếu. Do vậy, những số lượng tử hương này ít được dùng rộng rãi. Thay vào đó, người ta sử dụng một số lượng tử cho mỗi thế hệ hạt: số electronic (+1 cho electron và neutrino electron), số muonic (+1 cho muon và neutrino muon), và số tauonic (+1 cho tauon và neutrino tauon). Nhưng những số này vẫn không được bảo toàn một cách tuyệt đối, do các neutrino của các thế hệ có thể trộn lẫn nhau (xem neutrino dao động); có nghĩa là một hương neutrino này có thể biến đổi thành hương của neutrino khác. Cường độ của sự trộn này được xác định theo ma trận Pontecorvo–Maki–Nakagawa–Sakata (ma trận PMNS).

### Quark
Mọi quark đều mang số baryon B = 1⁄3. Thêm vào đó, chúng cũng mang spin đồng vị yếu, T3 = ±1⁄2. Các quark mang T3 với giá trị dương (quark lên u, duyên c, và đỉnh t) được gọi là các quark kiểu lên và T3 với giá trị âm (quark xuống d, lạ s, và đáy b) được gọi là các quark kiểu xuống. Mỗi cặp hạt quark kiểu lên và xuống tạo thành một thế hệ hạt quark.
Các quark có các số lượng tử hương sau:
- spin đồng vị có giá trị I3 = 1⁄2 cho quark lên u và I3 = −1⁄2 cho quark xuống d.
- Số lạ (S): một số lượng tử do Murray Gell-Mann đưa ra. Quark lạ s được định nghĩa có số lạ S = −1.
- Số duyên (C) bằng +1 đối với quark duyên c.
- Số đáy (B′) bằng −1 đối với quark đáy b.
- Số đỉnh  (T) bằng +1 đối với quark đỉnh t.

Đây là những số lượng tử có ích do chúng được bảo toàn trong cả tương tác điện từ và tương tác mạnh (nhưng không bảo toàn trong tương tác yếu). Dựa vào chúng, các nhà vật lý định nghĩa thêm các số lượng tử hương:
- Siêu tích (Y): Y = B + S + C + B′ + T
- Điện tích: Q = I3 + 1⁄2Y (xem công thức Gell-Mann–Nishijima)

Một quark với một hương xác định là một trạng thái riêng của phần Hamiltonian trong tương tác yếu: do đó hạt quark này sẽ tương tác một cách xác định với các hạt boson W và Z. Mặt khác, một hạt fermion với khối lượng cố định (trạng thái riêng của động học và phần Hamiltonian trong tương tác mạnh) thường mang nhiều hương chồng chất với nhau. Kết quả là, thành phần hương của một trạng thái lượng tử có thể thay đổi khi chúng lan truyền một cách tự do. Phép biến đổi hương cho khối lượng cơ sở của các quark được miêu tả bằng ma trận Cabibbo–Kobayashi–Maskawa (ma trận CKM). Ma trận này tương tự như ma trận PMNS cho các hạt neutrino, và xác định cường độ của sự thay đổi hương trong tương tác mạnh của các hạt quark.
Nếu có ít nhất ba thế hệ thì ma trận CKM cho phép xảy ra vi phạm CP.

### Phản hạt và hadron
Các số lượng tử hương mang tính cộng (cộng tính). Từ đây, các phản hạt có hương bằng về độ lớn nhưng ngược dấu. Và các hadron thừa hưởng số lượng tử hương từ các quark hóa trị nằm trong chúng: đây là cơ sở cho việc phân loại trong mô hình quark. Sự liên hệ giữa siêu tích, điện tích và các số lượng tử hương khác cũng thỏa mãn đối với các hadron như đối với các quark.